# Gavin Leatherwood
Gavin Leatherwood (* 7. Juni 1994 in Maui) ist ein US-amerikanischer Schauspieler.

## Leben
Leatherwood hat irische Wurzeln und wuchs mit seiner Familie in Kalifornien auf. Im Alter von 18 Jahren zog er nach Oregon. Seinen ersten Fernsehauftritt hatte Leatherwood im Jahr 2017 in einer Folge der Krimi-Serie Navy CIS. Danach folgten mehrere Schauspielauftritte.
Zu seiner bekanntesten Rolle zählt die des Nicholas Scratch in der Netflix-Serie Chilling Adventures of Sabrina, die er seit 2018 verkörpert.

## Filmografie
- 2017: Navy CIS
- 2018: Time Being
- 2018: My Dead Ex
- 2018–2020: Chilling Adventures of Sabrina (Fernsehserie, 32 Folgen)
- seit 2018: Wicked Enigma
- 2020: #WhenTodayEnds
- 2021: The Sex Life of College Girls
- 2024: Zeig mir, wer du bist (It’s What’s Inside)